# 象形文字中的鹅妈妈
《象形文字中的鵝媽媽》（英文：Mother Goose in Hieroglyphics）是E·F·布莱勒（E.F. Bleiler）创作的一本兒童讀物，最初出版於1849年。這本書以使用约四百个详细的木刻图画代替某些单词表达的童謠為特色。